# Tunica-Biloxi
Pour les articles homonymes, voir Biloxi.

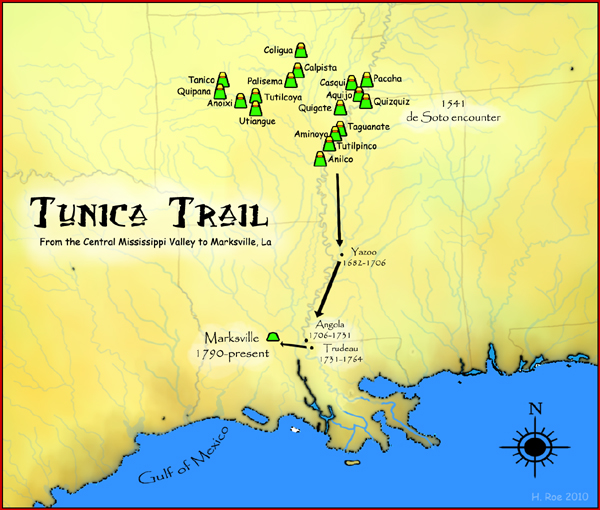
Les tribulations des Tunica lors de la colonisation européenne.

Les Tunica-Biloxi forment une Nation amérindienne composée de deux principales tribus, les Tunica et les Biloxi qui se sont unies pour constituer une Nation installée de part et d'autre du fleuve Mississippi au centre du territoire de la Louisiane française.

## Histoire
Les Tunica-Biloxi forment une Nation constituée de deux principales tribus, les Tunica et les Biloxi. Les Tunicas vivant plus sur la rive occidentale du Mississippi sur le territoire actuel de l'Arkansas et les Biloxi vivant plus sur la rive orientale du Mississippi dans l'État actuel du Mississippi. Nombre d'entre eux descendent des tribus Yazoo (Tunica), Ofogoulas, Sioux, Avoyelles (Natchez) et Muskogean (Choctaw). 
La langue tunica est une langue isolée contrairement à la langue biloxi qui fait partie des langues siouanes. Néanmoins pour se comprendre, les Tunica-Biloxi parlaient un pidgin composé de divers langages amérindiens vivant le long du golfe du Mexique et faisant office de lingua franca à côté de la langue française qui se diffusa parmi les tribus amérindiennes durant la colonisation de la Louisiane française.

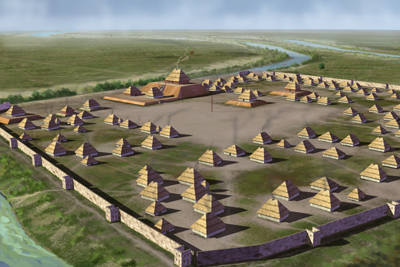
Village fortifié amérindien le long du Mississippi au XVIe siècle.

En 1541, le conquistador Hernando de Soto conduisit une expédition exploratoire en Amérique du Nord qui lui permit d'atteindre le fleuve Mississippi et d'entrer en contact avec les diverses tribus amérindiennes et notamment les Tunicas qui vivaient alors dans des villages fortifiés.
Les explorateurs français entrèrent en contact avec eux lors de l'exploration du fleuve Mississippi et la prise de possession de la Louisiane française.
En 1699, l'explorateur français Pierre Le Moyne d'Iberville établit à Biloxi la première colonisation de la Louisiane française qui participait avec la colonisation du Canada à la colonisation française des Amériques.
Les Tunica-Biloxi se mirent sous la protection des Français. Ils se déplacèrent vers la paroisse de la Pointe Coupée quand les Espagnols et les Anglais firent l'acquisition de territoires français lors du traité de Paris de 1763. En 1794, un juif séfarade commerçant à Venise, Marc Litche (enregistré par les Français comme Marc Eliche), établit un poste de traite dans la région, sous le nom Marksville (du prénom de Marc Litche), dans lequel les Tunica-Biloxi vinrent s'installer en grand nombre.
Après la Vente de la Louisiane aux États-Unis, en 1803 et l'arrivée d'un grand nombre d'émigrants anglais, les Tunica-Biloxi émigrèrent vers la paroisse des Avoyelles où ils vivent encore de nos jours. La majorité d'entre eux sont toujours bilingues et parlent l'anglais et encore le français. une réserve indienne existe dans la paroisse des Avoyelles, à Marksville, dans laquelle vivaient 650 personnes Tunica lors du recensement de l'an 2000.